# منتخب جزر برمودا تحت 17 سنة لكرة القدم
منتخب جزر برمودا تحت 17 سنة لكرة القدم  هو ممثل برمودا الرسمي في المنافسات الدولية في كرة القدم  تحت 17 سنة .